# Gil (nome)
Gil (anche Ghil) è un nome proprio di persona maschile proprio di diverse lingue.

## Varianti in altre lingue
- Ebraico
  - Femminili: Gilah[1][2], Ghila[1].

## Origine e diffusione
Vi sono tre etimologie possibili per il nome Gil. La prima è dalla lingua ebraica, col significato di "gioia". Le varianti femminili sopra citate sono derivate da questo nome.
Altrimenti può costituire una variante spagnola e portoghese di Giles, o un ipocoristico inglese di Gilbert e altri nomi che iniziano con Gil.

## Persone
- Gil Amelio, informatico statunitense
- Gil Baiano, calciatore brasiliano
- Gil Baroni, attore e doppiatore italiano
- Gil Bellows, attore canadese
- Gil Birmingham, attore e doppiatore statunitense
- Gil Cagnè, truccatore italiano
- Gil Carrillo de Albornoz, cardinale spagnolo
- Gil de Ferran, pilota automobilistico brasiliano
- Gil de Roca Sales, compositore e direttore di coro brasiliano
- Gil de Siloé, scultore spagnolo
- Gil Eanes, esploratore e navigatore portoghese
- Gil Elvgren, illustratore e pittore statunitense
- Gil Evans, direttore d'orchestra, compositore, pianista e arrangiatore canadese
- Gil González Dávila, conquistador spagnolo
- Gil Kane, autore di fumetti statunitense
- Gil Kenan, regista israeliano naturalizzato statunitense
- Gil McGregor, cestista statunitense
- Gil Merrick, allenatore di calcio e calciatore britannico
- Gil Perez Conde, trovatore portoghese
- Gil Rossellini, regista, produttore cinematografico e sceneggiatore italiano
- Gil Sanchez, trovatore portoghese
- Gil Scott-Heron, poeta e musicista statunitense
- Gil Turner, autore di fumetti statunitense
- Gil Vicente, drammaturgo e poeta portoghese

## Il nome nelle arti
- Gil è un personaggio del manga e anime Dragon Ball.
- Gil Grissom è un personaggio della serie televisiva CSI: Scena del crimine.
- Gil Gunderson è un personaggio della serie animata I Simpson